# Banco Europeu para a Reconstrução e o Desenvolvimento
Fundado em 1991, o Banco Europeu para a Reconstrução e o Desenvolvimento (BERD) usa de instrumentos de investimento para ajudar a construir economias de mercado e democracias em 27 países da Europa Central à Ásia Central.

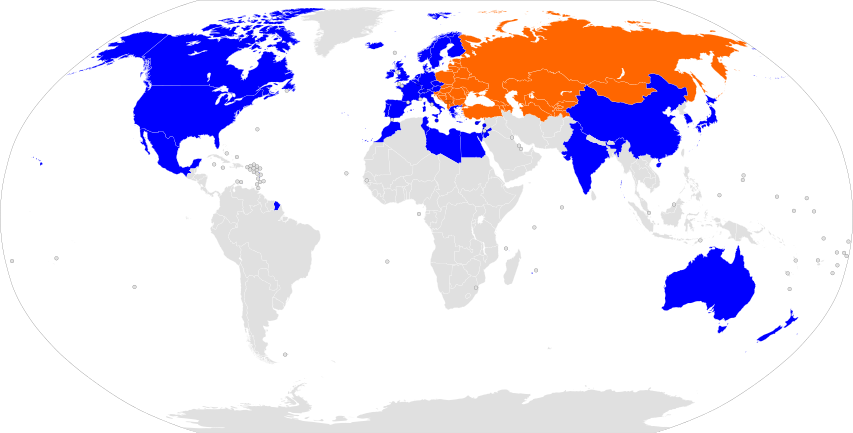
Estados-membros do Banco Europeu para a Reconstrução e o Desenvolvimento.
Membros avalistas
Membros receptores de investimentos

O BERD é  mantido por 61 países e duas instituições intergovernamentais. Além de seus acionistas do setor público, que investem principalmente em empresas privadas, geralmente em conjunto com parceiros comerciais.
A instituição promove financiamentos para bancos, indústrias empresas, tanto para novos empreendimentos e investimentos em companhias já existentes. O BERD trabalha também com capitais públicos para apoiar privatizações, reestruturação de empresas estatais e melhoria dos serviços municipais.
O mandato do BERD estipula que deve trabalhar apenas em  Estados comprometidos com os princípios democráticos. O Banco é dirigido por seu acordo de fundação para promover, em toda gama de suas atividades, o desenvolvimento sustentável e ambiental. 
Erik Berglof é seu economista chefe.
Estados-membros, destinatários dos investimentos:
| - Albânia - Armênia - Azerbaijão - Bielorrússia - Bósnia e Herzegovina - Bulgária - Cazaquistão - Croácia - Eslováquia | - Eslovênia - Estónia - Geórgia - Hungria - Letônia - Lituânia - Macedônia do Norte - Moldávia - Polónia | - Quirguistão - Chéquia - Roménia - Rússia - Sérvia - Tajiquistão - Turquemenistão - Ucrânia - Uzbequistão |

Membros financeiros, instituições da União Europeia: 
- Comunidade Europeia
- Banco de Investimento Europeu

## Requisitos para financiamentos
O financiamento do BERD para projetos do setor privado geralmente varia de 5 a 250 milhões de euros, sob a forma de empréstimos ou capital próprio. A média de seus investimentos é de 25 milhões de euros.
Pequenos projetos podem ser financiados por meio de intermediários financeiros ou através de programas especiais para investimentos menores em países países em desenvolvimento.
Critério

Para ser qualificável para financiamento do BERD, o projeto deve:
1. estar localizado em um Estado-membro do BERD;
2. ter fortes prospectivas comerciais;
3. envolver eqüidade significativa de contribuições em espécie ou na mesma moeda dos avalistas do projeto;
4. beneficiar a economia local e ajudar a desenvolver o setor privado;
5. satisfazer os padrões bancários ambientais.

A estrutura do projeto

O BERD adapta cada projeto às necessidades do cliente e em função da especifica situação do país, região ou setor. O BERD tipicamente disponibiliza 35% do custo total do projeto ou a mesma porcentagem a longo prazo da capitalização da empresa. O banco exige contribuições significativas para os patrocinadores que deve ser igual ou maior do que o investimento do BERD.
Tem de haver um financiamento adicional dos patrocinadores, demais co-patrocinadores ou por um  programa de sindicância do BERD.
Setores apoiados pelo BERD

O BERD financia projetos na maioria dos setores. Estes incluem:
- agronegócio;
- eficiência energética;
- fabricação;
- força e energia;
- instituições financeiras;
- municipais e nas infraestruturas ambientais;
- propriedade e turismo;
- recursos naturais;
- telecomunicações, tecnologia da informação e dos meios de comunicação;
- transporte.

## Presidentes
- Jacques Attali: Abril de 1991 – Junho de 1993
- Jacques de Larosière: Setembro de 1993 – Janeiro de 1998
- Horst Köhler: Setembro de 1998 – Abril de 2000
- Jean Lemierre: Julho de 2000 – Julho de 2008
- Thomas Mirow: Julho de 2008 – Julho de 2012
- Suma Chakrabarti: Julho de 2012 – Julho de 2020
- Odile Renaud-Basso: 2020 – presente